# Tarenna nilagirica
Espèce
Synonymes
- Pavetta nilagirica Bedd.[1]
- Stylocoryna nilagirica (Hook.f.) Gamble[1]
- Webera nilagirica (Bedd.) Hook.f.[1]

Statut de conservation UICN

 VU B1+2c : Vulnérable
Tarenna nilagirica est une espèce de plantes de la famille des Rubiaceae.

## Publication originale
- Repertorium Specierum Novarum Regni Vegetabilis 37: 200. 1934.